# Pjantbo
Pjantbo, by i Norrbärke socken, Smedjebackens kommun, Dalarna, belägen vid sjön Haggens norra strand. Närmaste stad är Ludvika, ca 8 km.
Byn finns dokumenterad sedan åtminstone 1600-talet, då folkbokföringen inleddes. Sannolikt finns även äldre belägg. Det finns vidare en lantmäteriförrättning från 1819 rörande storskiftet i byn med kartor. Där delas ägorna upp mellan brukspatron Anders Wetterdahl, mästersmeden Jan Jakob Hammarström och bonden Petter Persson. Wetterdahls gård var på 1/8-dels mantal (sannolikt bara ett av brukspatronens gårdsinnehav), Hammargrens på 1/12-dels mantal och Petter Perssons på 1/24-dels mantal. Ytterligare justeringar gjorda 1820 och 1821 finns dokumenterade.
Markerna har sedan bytt ägare och omdisponerats ytterligare. Byn består av två mindre jordbruksfastigheter där en delvis är i bruk med ny ägare efter att ha stått obrukad en tid.
Under början och mitten av 1960-talet ägdes en del av marken av Gränges Mark som sålde denna till anställda i bolaget, totalt sju tomter för sommarstugor. Under årens lopp har flera av dessa istället blivit permanentbostäder.